# Brie-sous-Archiac
Brie-sous-Archiac is een gemeente in het Franse departement Charente-Maritime (regio Nouvelle-Aquitaine) en telt 234 inwoners (2005). De plaats maakt deel uit van het arrondissement Jonzac.

## Geografie
De oppervlakte van Brie-sous-Archiac bedraagt 7,4 km², de bevolkingsdichtheid is 31,6 inwoners per km².
De onderstaande kaart toont de ligging van Brie-sous-Archiac met de belangrijkste infrastructuur en aangrenzende gemeenten.

## Demografie
Onderstaande figuur toont het verloop van het inwonertal (bron: INSEE-tellingen).